# Pierre Siri
Pierre Siri är en svensk entreprenör och investerare som varit delägare och VD i bland annat blocket.se, hitta.se och klart.se. Flera av innehaven har förvärvats av norska mediakoncernen Schibsted.
Den 4 maj 2004 vann Pierre Siri Stora internetpriset med projektet Blocket.se
Den 16 december 2016 förvärvade Pierre Siri tillsammans med Henrik Persson och det amerikanska investmentbolaget General Atlantic majoriteten av Hemnet.se . Pierre och Henrik's investering gjordes via deras gemensamma investeringsbolag Sprints Capital.